# Mimetus hieroglyphicus
Espèce
Mimetus hieroglyphicus est une espèce d'araignées aranéomorphes de la famille des Mimetidae.

## Distribution
Cette espèce se rencontre au Paraguay et au Brésil.

## Publication originale
- Mello-Leitão, 1929 : Mimetideos do Brasil. Revista do Museu Paulista, vol. 16, p. 537-568.